# Чагарники та рідколісся Південно-Східної Іберії
Чагарники та рідколісся Південно-Східної Іберії (ідентифікатор WWF: PA1219) — палеарктичний екорегіон середземноморських лісів та чагарників, розташований на узбережжі Середземного моря на південному сході Іспанії.

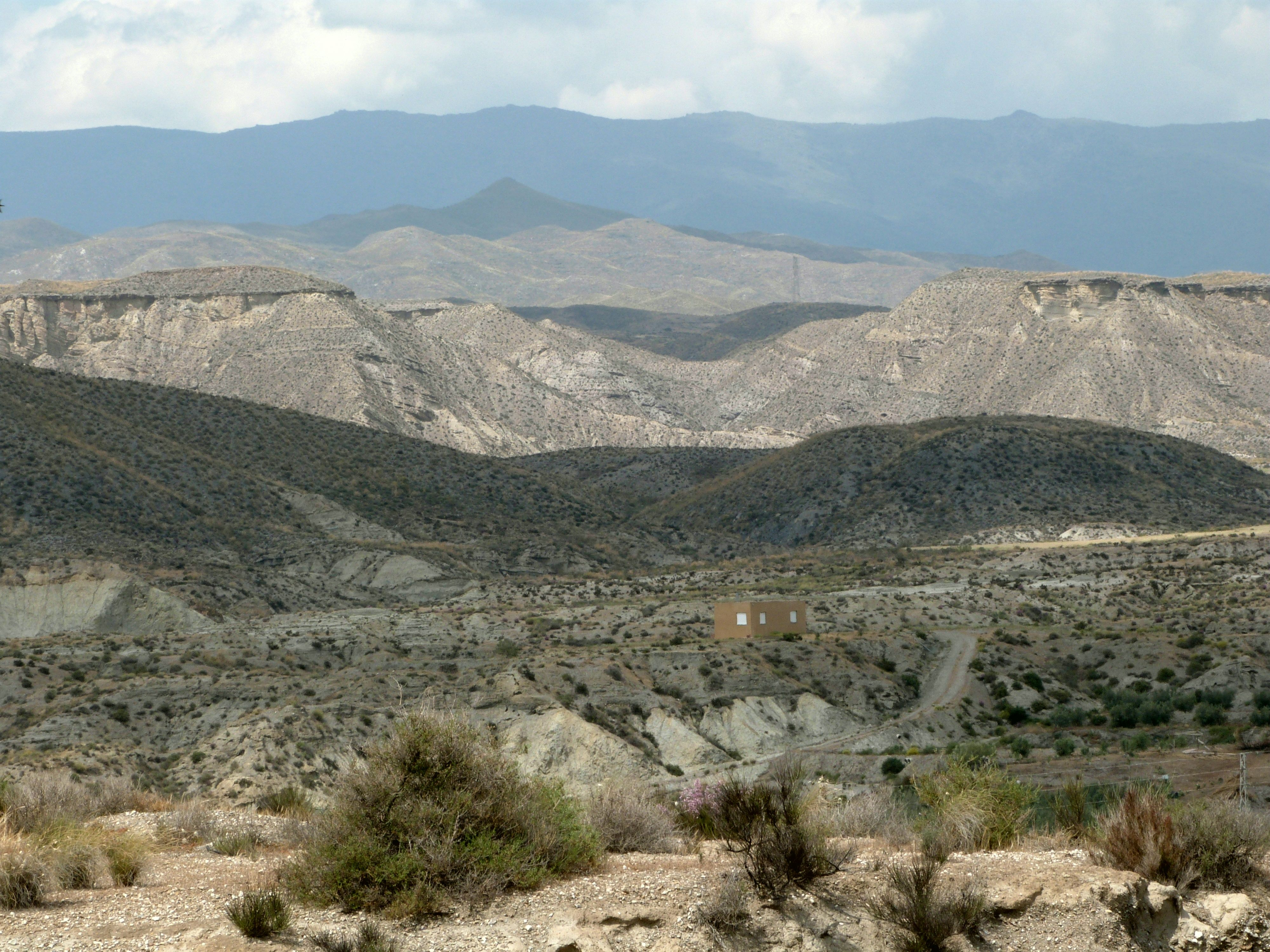
Ландшафт пустелі Табернас

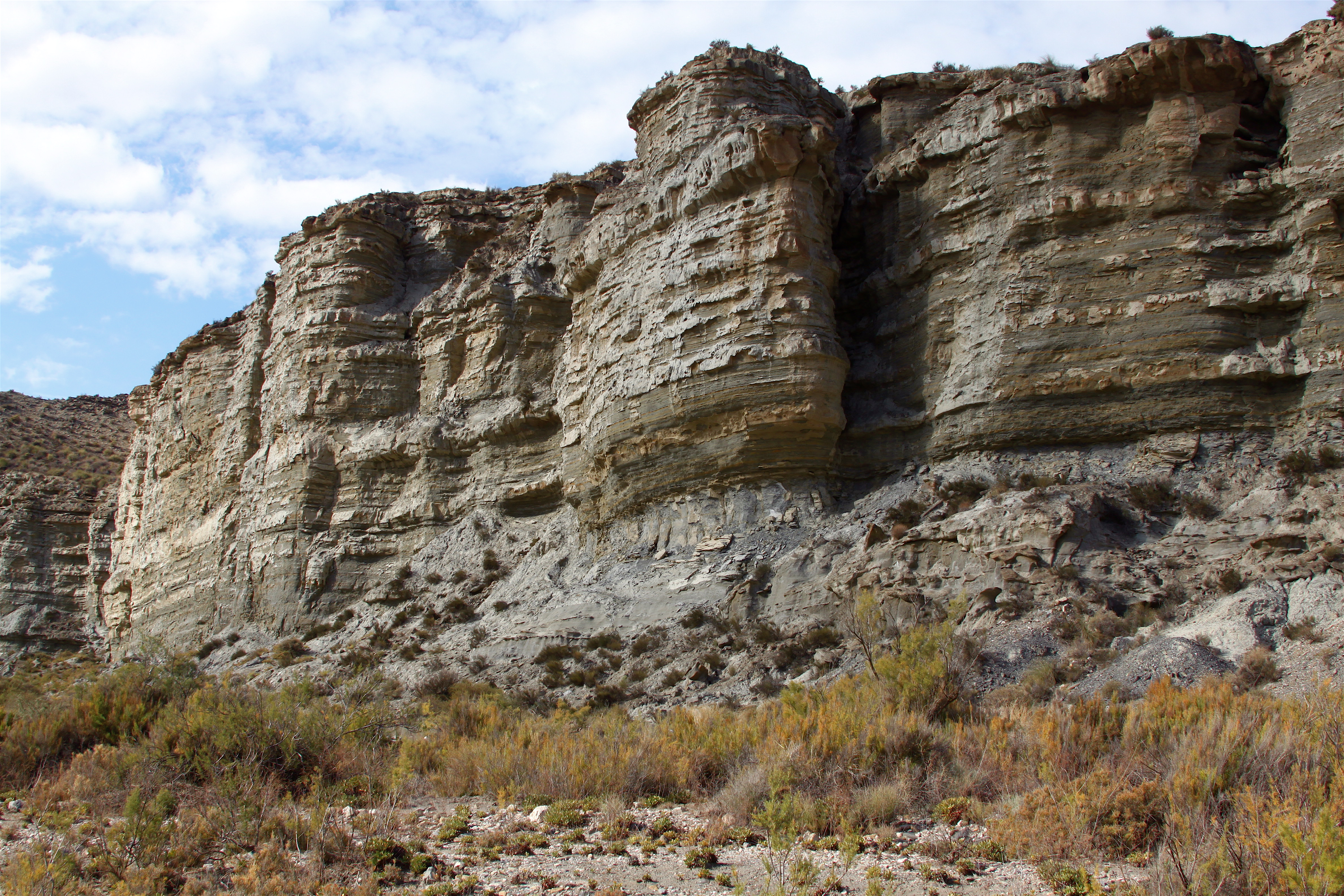
Скелі в пустелі Табернас

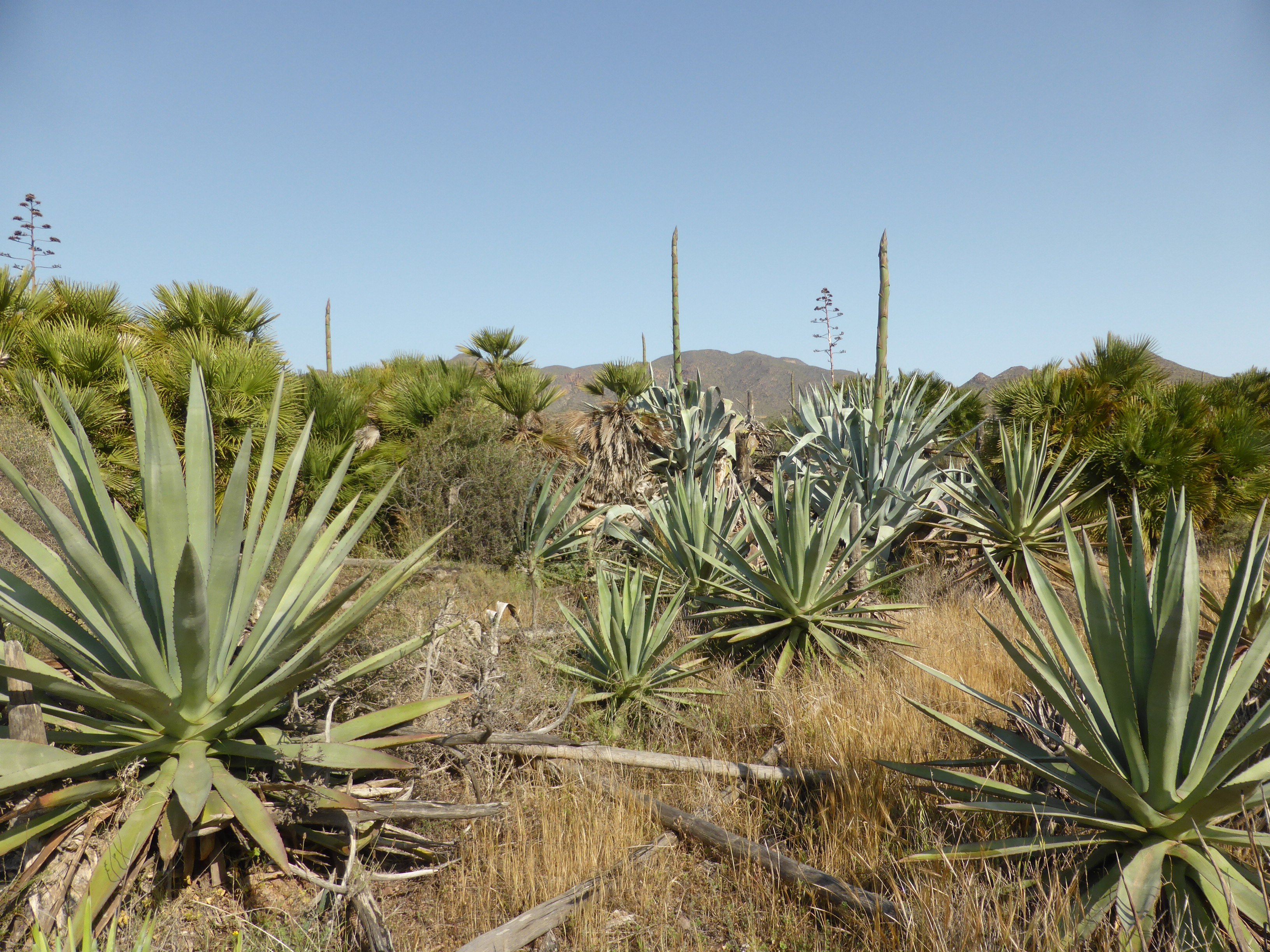
Природний парк Кабо-де-Гата-Ніхар

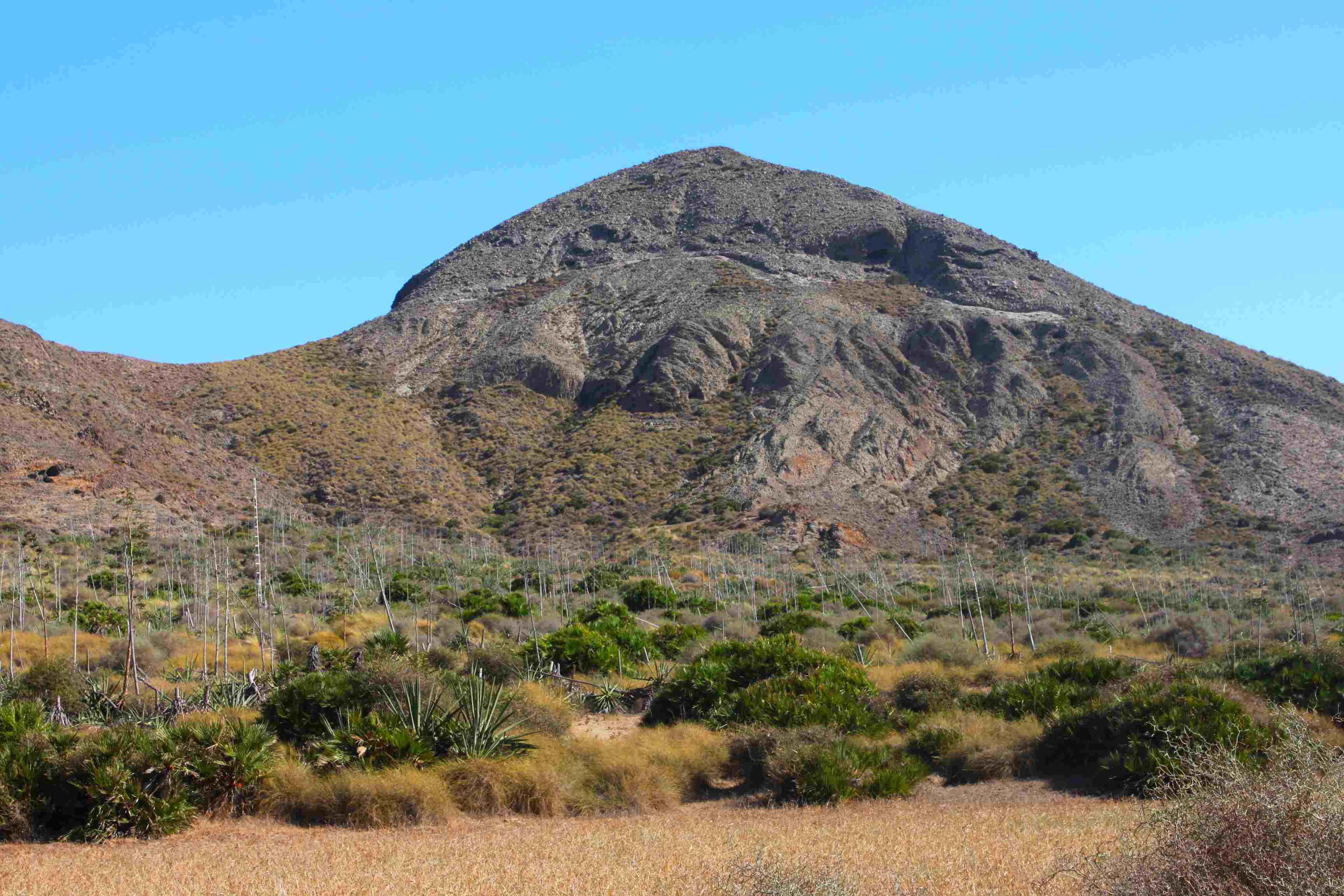
Природний парк Кабо-де-Гата-Ніхар

## Географія
Екорегіон займає дуже невелику територію, обмежену вузькою смугою землі вздовж південно-східного узбережжя Іспанії в провінціях Альмерія і Мурсія. Він займає прибережні низовини, пагорби та бедленди; узбережжя регіону включає прибережні дюни і лагуни, а також ділянки скелястих берегів. Геологія екорегіону є складною. В його межах переважають кайнозойські і четвертинні осадові породи — мергелі, гіпси, вапняки, конгломерати та пісковики, трапляються прибережні відслонення вулканічних порід, зокрема в районі мису Гата. Регіон геологічно активний, з нещодавно піднятими ділянками, трапляються розломи і землетруси. 
В межах екорегіону розташовані такі міста, як Альмерія і Картахена.

## Клімат
В межах екорегіону панує напівпустельний клімат, який характеризується спекотною температурою (середня зимова температура становить близько 11-12 °C) і надзвичайною посушливістю (річна кількість опадів становить від 200 до 250 мм). Крім того, регіон часто охоплюють сухі вітри сироко, які надходять із Сахари, що посилює посуху.

## Флора
Переважаючими рослинними угрупованнями регіону є чагарникові зарості, які різняться за своєю висотою та видовим складом відповідно до типів ґрунтів. В регіоні спостерігається дуже високе видове різноманіття: близько половини з 7500 судинних рослин Іберії зустрічається у Мурсійсько-Альмерійській біопровінції, яка перекриває цей екорегіон.
Найпоширенішими є відкриті високочагарникові спільноти, які складаються з посухостійких чагарників, таких як Ziziphus lotus, Withania frutescens, Periploca angustifolia, Calicotome intermedia, Salvia jordanii, Maytenus senegalensis subsp. europaea, Cistus libanotis, Ephedra fragilis, Genista ramosissima, Lycium intricatum, Rhamnus oleoides, Pistacia lentiscus, Olea europaea var. sylvestris, Chamaerops humilis і Launaea arborescens. Багато з цих чагарників мають північноафриканське походження.
Екорегіон характеризується майже повною відсутністю дерев. Дуже рідкісними є представники деяких ксерофільних хвойних порід — сосен (Pinus spp.), ялівців (Juniperus spp.) та надзвичайно рідкісних, реліктових берберійських туй (Tetraclinis articulata), поширених переважно в Північній Африці. У сезонно сухих руслах струмків ростуть такі широколистяні дерева, як тамарикси (Tamarix spp.), білі тополі (Populus alba) та звичайні олеандри (Nerium oleander).
В більш сухих і скелястих районах, часто поблизу морського узбережжя, ростуть зарості гариги. Основу гариги складають напівчагарники, які часто мають ароматичні та лікарські властивості, зокрема різні види чебрецю (Thymus spp.), шавлії (Salvia spp.), загойника (Sideritis spp.), самосила (Teucrium spp.) і лаванди (Lavandula spp.), сукулентні рослини, такі як Caralluma europaea, а також трави.
Для степових луків характерні трави Stipa tenacissima та Lygeum spartum, які перемежовуються з чагарниками, такими як Artemisia herba-alba. За зовнішнім виглядом та видовим складом ці луки є дуже схожими на трав'янисті простори, поширені на високих плато Північної Африки. Волокна S. tenacissima та L. spartum відомі як еспарто, їх використовують у виготовленні паперу, мотузок, кошиків та капців-еспадрильїв.
На засолених ґрунтах зростають галофітні рослинні угруповання, в які входять різні види содника (Suaeda spp.), кураю (Salsola spp.) та кермека (Limonium spp.), а також Arthrocaulon macrostachyum, Atriplex halimus, Anabasis articulata та Haloxylon salicornicum
Екорегіональна флора характеризується наявністю багатьох ірано-туранських і сахаро-синдських вікарних степових видів. Рівень ендемізму степової рослинності, яка в основному складається з видів, пов’язаних із соляними та гіпсовими субстратами, є досить високим і становить близько 42 % від загальної місцевої степової флори (302 види). Прикладами є Oeuzomodendron bourgaeanum, Gypsophila struthium, Salsola genistoides, Sideritis leucantha, Sideritis pusilla, Sideritis lasiantha та Sideritis glauca.

## Фауна
Тваринний світ цього екорегіону недостатньо відомий. Видається, що єдиною групою тварин, пристосованих до життя в цьому напівпустельному степу, є птахи, представлені тут великою кількістю видів. До них відносяться хохітви (Tetrax tetrax), чорночереві рябки (Pterocles orientalis), сірі жайворонки (Alaudala rufescens), короткопалі посмітюхи (Galerida theklae), білогузі кам'янки (Oenanthe leucura) і жайворонки-серподзьоби (Chersophilus duponti). У лагунах і солончаках екорегіону живуть водоплавні птахи. На мисі Гата мешкає колонія з понад 2000 рожевокрилих фламінго (Phoenicopterus roseus), а в природному заповіднику Пунта Ентінас-Сабінас мешкають степові лежні (Burhinus oedicnemus), сіроногі мартини (Ichthyaetus audouinii) і тонкодзьобі мартини (Chroicocephalus genei). Серед ссавців, присутніх в екорегіоні, слід згадати звичайну лисицю (Vulpes vulpes), звичайну генету (Genetta genetta) та європейського борсука (Meles meles).

## Збереження
Вчені дискутують щодо того, наскільки напівпустельний степ, характерний для цього екорегіону, є наслідком інтенсивної експлуатації території людиною. Зокрема обговорюється можливість того, що інтенсивний процес ерозії, який призвів до утворення цих "бедлендів", є результатом геологічної нестабільності регіону. Розломи та землетруси могли змінити морфологію ландшафту задовго до появи людини. Тим не менш, існують історичні докази сильного антропогенного тиску, в основному через надмірне випасання худоби та видобуток корисних копалин. З 1818 по 1880 рік потреба в паливі для видобутку свинцю в горах Сьєрра-де-Гадор, де розташовувались найпродуктивніші на той час копальні свинцю у світі, призвела до повного оголення значної частини навколишніх гір, що спричинило інтенсивну деградацію рослинного покриву, яку важко оцінити.
В останні десятиліття багато сільських жителів мігрували до міст, а землі, які раніше використовувалися для випасу худоби та сільського господарства, знову заросли місцевою рослинностю. Збір еспарто для виробництва целюлозної маси історично був засобом існування для багатьох місцевих жителів, але його використання та економічне значення знизилися в останні десятиліття. Уздовж узбережжя розширилися міста та туристична інфраструктура. Прибережні рівнини навколо Альмерії використовуються для інтенсивного землеробства, зокрема з використанням теплиць.
Оцінка 2017 року показала, що 952 км², або 35 % екорегіону, є заповідними територіями. Природоохоронні території включають Регіональний парк Кальбланке, Природний парк Кабо-де-Гата-Ніхар, Природний заповідник Пунта Ентінас-Сабінас та Природний заповідник пустелі Табернас.